# عين العراك
عين العراك هي إحدى بلديات من ولاية البيض تابعة لدائرة الأبيض سيدي الشيخ.>